# Poule empordanesa
Pour l’article homonyme, voir Empordà (homonymie).
La poule Empordanesa (En catalan : relatif à l'Empordà, adjectif féminin singulier) est une race de poule domestique originaire de  la plaine de l'Empordà.

## Description
C'est une volaille rustique, à crête divisée, aux oreillons plutôt rouges et aux tarses jaunes, avec une ponte moyenne de 170 œufs par an et une certaine tendance à la couvaison et un bon comportement maternel.

### Origine
Durant les années 1920, le professeur Rossel i Vilá citait une race de poules propre à la plaine de l'Empordà (province de Gérone).
Il participa à des concours avec une variété blanche et une rousse, bien qu'aucun texte ne permettait de bien définir cette race. Au début des années 1980, cette population de poules de l'Empordà, hétérogène en coloris et dispersée dans les fermes de la région, était en danger de disparition.
Le vétérinaire D. Antonio Jordá rassembla des œufs fécondés et des sujets adultes jusqu'à obtenir un cheptel de près de 300 poules. À partir de celles-ci, le docteur Amadeu Francesch de l'Unité de génétique avicole de l'IRTA définit, améliora et établit le standard de la race en ses différentes variétés.
Un cheptel de la variété rouge a été amélioré à l'Unité de génétique avicole de l'IRTA en vue de la production de poulets de chair de qualité traditionnelle.

### Standard officiel
- Masse idéale : Coq : 2,4 à 3 kg ; Poule : 1,7 à 3,3 kg
- Crête : simple avec lobe divisé
- Oreillons : rouges
- Couleur des yeux : rouge-orangé
- Couleur des Tarses : jaunes
- Variétés de plumage :  blanc, rouge herminé noir, fauve herminé noir, fauve herminé bleu, fauve herminé blanc, fauve et blanc herminé de noir
- Œufs à couver : min. 60 grammes, coquille brun rouge intense
- Diamètre des bagues : Coq : 20 mm ; Poule : 18 mm

## Sources
- Le Standard officiel des volailles (Poules, oies, dindons, canards et pintades), édité par la SCAF.